# Michael Andersen (arkæolog)
 Der er flere personer med dette navn, se Michael Andersen.
 Der er for få eller ingen kildehenvisninger i denne artikel, hvilket er et problem. Du kan hjælpe ved at angive troværdige kilder til de påstande, som fremføres i artiklen.

Michael Steen Andersen (født 5. august 1956) er overinspektør ved Nationalmuseets enhed for Danmarks Middelalder og Renæssance og ved Den Kongelige Mønt- og Medaillesamling.
Han er cand.mag. med hovedfag i middelalderarkæologi fra Aarhus Universitet 1982, suppleret med bifag i nordisk arkæologi fra Københavns Universitet i 1986. 
Han var i 18 år museumsinspekør ved Roskilde Museum. Han har siden 2000 været ansat ved Nationalmuseets enhed for Danmarks Middelalder og Renæssance som museumsinspektør, hvor han i 2003 blev overinspektør. I 2005 blev han overinspektør ved Den Kongelige Mønt- og Medaillesamling.

## Hæder
- 1994: Topdanmark Prisen
- 1998: Charles Christensens Legat